# Cryptus luctuosus
Cryptus luctuosus är en stekelart som beskrevs av Cresson 1864. Cryptus luctuosus ingår i släktet Cryptus och familjen brokparasitsteklar. Utöver nominatformen finns också underarten C. l. holalpinus.